# Бернеттсвілл (Індіана)
Бернеттсвілл (англ. Burnettsville) — місто (англ. town) в США, в окрузі Вайт штату Індіана. Населення — 390 осіб (2020).

## Географія
Бернеттсвілл розташований за координатами 40°45′40″ пн. ш. 86°35′41″ зх. д. / 40.76111° пн. ш. 86.59472° зх. д. (40.761140, -86.594673).  За даними Бюро перепису населення США в 2010 році місто мало площу 1,94 км², уся площа — суходіл.

## Демографія
Згідно з переписом 2010 року, у місті мешкало 346 осіб у 153 домогосподарствах у складі 101 родини. Густота населення становила 179 осіб/км².  Було 170 помешкань (88/км²).
Расовий склад населення:
| - 98,3 % — білих - 0,3 % — чорних або афроамериканців - 0,3 % — азіатів |

До двох чи більше рас належало 1,2 %. Частка іспаномовних становила 0,0 % від усіх жителів.
За віковим діапазоном населення розподілялося таким чином: 21,4 % — особи молодші 18 років, 61,5 % — особи у віці 18—64 років, 17,1 % — особи у віці 65 років та старші. Медіана віку мешканця становила 42,8 року. На 100 осіб жіночої статі у місті припадало 87,0 чоловіків;  на 100 жінок у віці від 18 років та старших — 97,1 чоловіків також старших 18 років.
Середній дохід на одне домашнє господарство  становив 52 882 долари США (медіана — 41 161), а середній дохід на одну сім'ю — 58 731 долар (медіана — 43 750). Медіана доходів становила 35 500 доларів для чоловіків та 27 045 доларів для жінок. За межею бідності перебувало 15,1 % осіб, у тому числі 35,7 % дітей у віці до 18 років та 3,8 % осіб у віці 65 років та старших.
Цивільне працевлаштоване населення становило 177 осіб. Основні галузі зайнятості: виробництво — 27,1 %, освіта, охорона здоров'я та соціальна допомога — 20,3 %, роздрібна торгівля — 10,7 %, будівництво — 6,8 %.